# Jusèp-Loís Sans Socasau
Jusèp Loís Sans Socasau (Betren, Vall d'Aran, 1956) és un polític, ex professor de matemàtiques de l'Institut d'Aran i militant occitanista aranès. És conegut sobretot com a activista i divulgador occitanista i director de la política lingüística del Consell General d'Aran.
Políticament nacionalista aranès, occitanista i catalanista és president d'Esquerra Republicana Occitana (ÈRO), secció local del partit català Esquerra Republicana. S'ha posicionat a favor del procés independentista català tot demanant el reconeixement de l'aranès i l'occità a Catalunya. Antigament ÈRO va estar en coalició amb CiU al poder d'Aran, amb el síndic Carles Barrera Sánchez.
Va ser el primer director del Centre de Normalizacion Lingüistica dera Val d'Aran i el primer director de l'Oficina de l'Occità de la Generalitat de Catalunya.
Col·labora amb articles d'opinió en el diari digital Jornalet i des de 2014 presideix l'Institut d'Estudis Aranesi. Ha escrit, també, alguns llibres com Er estudi ena memòria (2007) o Occitan en Catalonha (2008). Està casat amb la cantant Lúcia Mas Garcia, i la seva filla Alidé Sans és cantautora occitana.

## Obres
- Er aranés, leis e estudis (1997)
- Er estudi ena memòria: quauqui aspèctes dera educacion en Les deth sègle XX (2007)
- Occitan en Catalonha (2008)